# Wyżnie Łąki

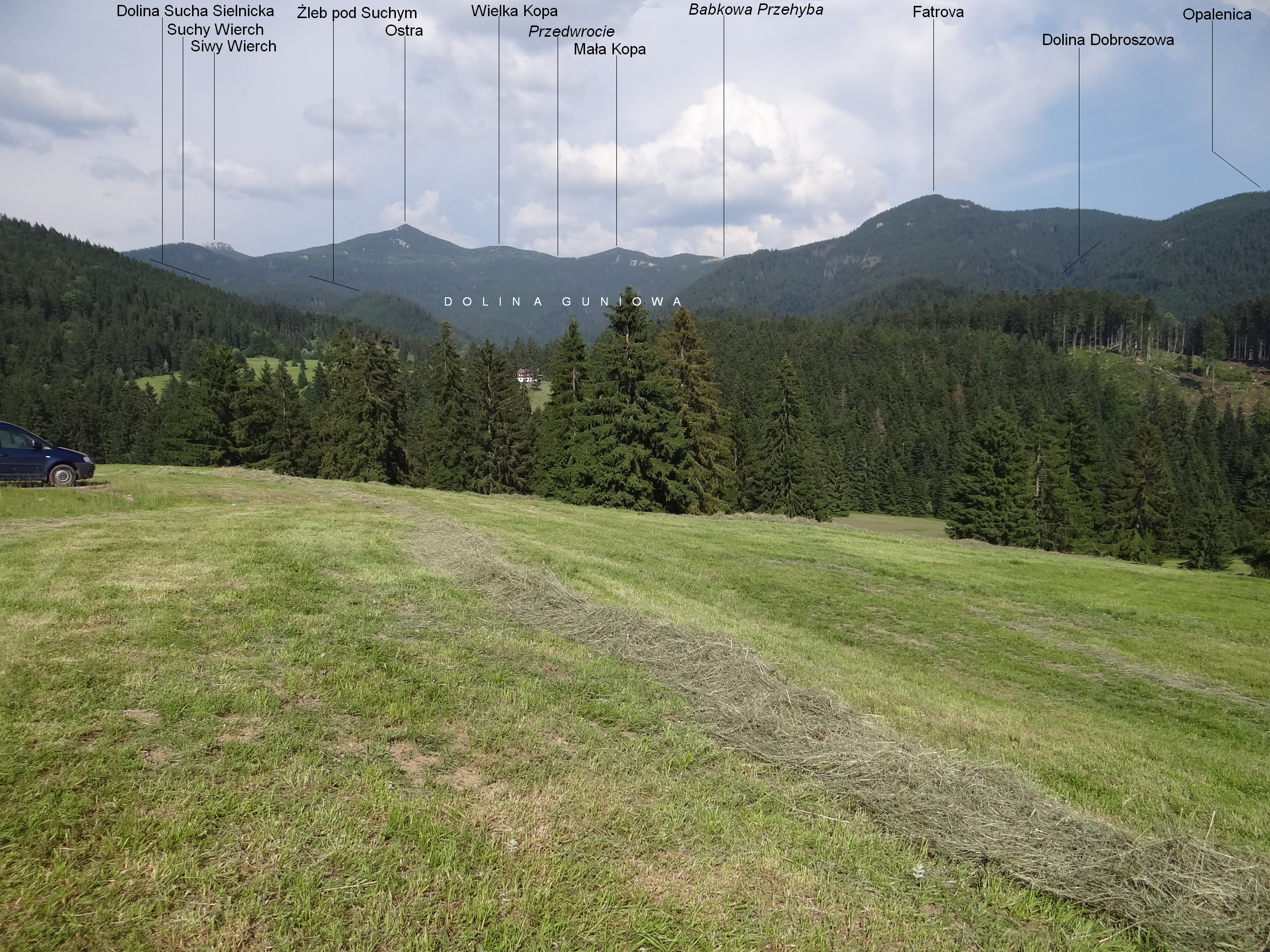
Wyznie Łąki i widok na Dolinę Guniową

Wyżnie Łąki (słow. Ovsiská) – duża polana w słowackich Tatrach Zachodnich. Znajduje się na południowych stokach Golicy Huciańskiej, na orograficznie prawych zboczach Doliny Beszeniowskiej. Przecina ją szosa z Liptowskich Matiaszowców przez Huciańską Przełęcz do Zuberca. Z polany tej i szosy rozciągają się widoki na Dolinę Suchą Sielnicką oraz Kotlinę Liptowską. Na górnej części polany, po prawej stronie szosy (patrząc od dołu) znajduje się duży pensjonat. Szosa powyżej tego pensjonatu wykonuje duży łuk, trawersując stoki Golicy.
Polana znajduje się na wysokości około 820-940 m. Dawniej była to polana pasterska. Powyżej niej, przy tej samej szosie i również na stokach Golicy znajduje się jeszcze druga polana – Zawozy.